# 옐레나 사포노바
옐레나 사포노바(러시아어: Елена Сафонова, 영어: Yelena Safonova, 1956년 6월 14일 ~ )는 러시아의 배우이다.

## 출연 작품
- 허공 위의 토끼 (2006)
- La Traductrice (2006)
- 여자 맘대로 (1999)
- 고백 (1992)
- 택시 블루스 (1990)
- 검은 눈동자 (1987)